# Koncesija
Koncesija (lat. concedere — ustupiti, dozvoliti, prepustiti) predstavlja dozvolu javne vlasti koja se daje pravnim ili fizičkim licima, domaćim ili inostranim, za obavljanje određene delatnosti po unapred propisanim uslovima. Koncesija je regulisana zakonom o koncesiji.
Koncesija predstavlja pravni posao koji se ostvaruje između davaoca koncesije - koncedenta, i primaoca koncesije - koncesionara, sa ciljem ostvarivanja većeg stepena efikasnosti u eksploataciji predmeta ugovora o koncesiji. On je dvojak i odnosi se na iskorišćavanje prirodnih bogatstava, odnosno dobara u opštoj upotrebi, ili delatnosti javnih službi,a realizuje se zaključivanjem Ugovora o koncesiji koji predstavlja formalan i dvostrano obavezan sporazum.
Koncesija jeste i koncesija po B.O.T sistemu (build-operate-transfer: izgradi-koristi-predaj) uključujući i sve oblike ovog sistema, a koji se zasniva na izgradnji ili rekonstrukciji i finansiranju kompletnog objekta, uređaja ili postrojenja, njegovom korišćenju i predaji u svojinu republike u ugovorenom roku.
Koncesije se realizuju uz poštovanje osnovnih principa:
1. Načela ravnopravnosti
2. Načela pravičnog tretmana
3. Načela slobodne tržišne utakmice
4. Načela javnosti
5. Načela autonomije volje

## Subjekti
Pravni odnos koncesije podrazumeva postojanje dve kategorije subjekata: koncedent i koncesionara.
Koncedent je davalac koncesije, strana koja ustupa određena prava u domenu korišćenja prirodnih bogatstava ili obavljanja delatnosti od opšteg interesa, a to može biti država, odnosno organ državne vlasti ili lokalne samouprave. Koncesionar je primalac koncesije, strana koja se obavezuje da će ustupljeno pravo koristiti u određenom vremenskom periodu, pod unapred potpisanim uslovima i uz plaćanje nadoknade. Koncesionar može biti fizičko ili pravno lice, koje ima državljanstvo ili nacionalnu pripadnost domaće, odnosno strane zemlje.
Pravni položaj stranih lica može biti trojak. Može biti izjednačen sa statusom domaćih subjekata i ograničen povodom ostvarivanja prava u pojedinim privrednim oblastima; pravo stranaca na dobijanje koncesije u određenim privrednim sektorima je isključeno, zbog zaštite nacionalnog interesa.

## Predmet koncesije
Koncesija podrazumeva pravo korišćenja prirodnog bogatstva i korišćenja dobra u opštoj uredbi.
U domaćem pravu, kao predmet koncesije može se pojaviti:
- Istraživanje i eksploatacija mineralnih sirovina
- Izgradnja, rekonstrukcija, održavanje i iskorišćavanje puteva
- Izgradnja i korišćenje železničke infrastrukture
- Izgradnja, rekonstrukcija i korišćenje objekata vazdušnog saobraćaja
- Izgradnja, rekonstrukcija, održavanje i iskorišćavanje naftovoda, gasovoda i objekata za skladištenje, transport i distribucija gasa.
- Izgradnja, obnavljanje, održavanje i korišćenje vodoprivrednih objekata, brana i akumulacionih jezera, i sistema za snabdevanje i distribuciju vode
- Izgradnja, održavanje i korišćenje objekata za obavljanje komunalne delatnosti,
- Izgradnja, odnosno rekonstrukcija, održavanje i korišćenje objekata za proizvodnju, prenos i distribuciju električne i toplotne energije.
- Korišćenje termalnih izvora

Predmet koncesije se odnosi na sledeće privredne oblasti
1. Rudarstvo,
2. Vodoprivredu,
3. Saobraćaj i putnu mrežu,
4. Telekomunikacije,
5. Elektrosnabdevanje,
6. Distribuciju nafte i gasa,
7. Komunalne delatnosti,
8. Zdravstvo,
9. Sport i rekreaciju i
10. Turizam.[4]

## Istorija
Pravni institut koncesije, kao ustupanja određenih ovlašćenja državne i javne vlasti privatnim licima, ustanovljen i široko primenjivan u rimskom pravu. Predmet koncesija bila je zemlja koja je od strane države ustupa privatnim licima ili opštinama. Država uspostavlja koncesioni sistem kako bi određena javna služba, za koju država nema dovoljno sredstava ili znanja da bi upravljala njenim poslovanjem, bila ustupljena fizičkom ili pravnom licu da je obavlja u opštem interesu i uz određenu nadoknadu. Najvažnije javne službe bile su: drumski saobraćaj, poštanske usluge i sistem električne energije.

## Postupak davanja koncesije

### Inicijativa
Koncesija se dodeljuje u posebnom, višestepenom i strogo formalnom postupku po osnovu konkursa koji objavljuje koncedent; može biti javan osim u slučajevima kada interesi bezbednosti nalažu da on bude zatvoren. Koncesija može biti dodeljena i po osnovu podnošenja pisama o zainteresovanosti koncesionara. U pravu Republike Srbije, predlog za dodeljivanje koncesije mogu dati nadležno ministarstvo za određenu privrednu oblast ili jedinica lokalne samouprave na čijoj se teritoriji nalazi predmet koncesije. Predlog za dodeljivanje koncesije upućuje se Vladi Republike Srbije.

### Akt o koncesiji
Koncesioni akt se javno objavljuje i sadrži obeležja koncesionog posla i uslove o izboru koncesionara.
Opšte informacije o prirodi koncesije su predmet koncesije, definisanje teritorije na kojoj ce se obavljati koncesiona delatnost, rok trajanja koncesije, uslovi i načini obavljanja koncesione delatnosti. Posebni elementi koncesionog akta odnose se na elemente tenderskog postupka, kriterijume za izbor najpovoljnije ponude i davanje garancije za izvršavanje koncesije. Koncesioni akt se donosi u formi zakona.

### Javni tender i ugovor o koncesiji
Oglas o javnom tenderu se javno objavljuje uz navođenje bitnih elemenata koncesionog akta i pozivom za dostavljanje ponuda zainteresovanih ponuđača. Postupak javnog tendera sprovodi posebna tenderska komisija. Komisija rangira dostavljene ponude, prema kriterijumima i uslovima navedenim u koncesionom aktu. Nakon određivanja koncesionara, resorno ministarstvo obaveštava sve učesnike o rezultatima sprovedenog tenderskog postupka. Učesnik tendera ima pravo prigovora na njegovo sprovođenje, a o tom prigovoru odlučuje Vlada Republike Srbije. U slučaju da izabrani koncesionar odustane, za zaključivanje ugovora o koncesiji poziva se sledeći najviše rangiran učesnik, s tim što Vlada ima pravo da odluči da se postupak javnog tendera ponovi. 
Ugovor o koncesiji se uvek zaključuje na određeni vremenski period i u pisanoj formi.

### Prava i obaveze koncesionara
Bitan element ugovora o koncesiji je koncesiona naknada, kao cena koju koncesionar plaća za dobijena prava po osnovu koncesije. Kriterijumi za utvrđivanje koncesione naknade odnose se na vrstu, kvalitet, količinu i tržišnu vrednost koncesionog objekta. Koncesiona naknada se uplaćuje u državni budžet. Nakon prestanka koncesionog odnosa, koncesionar prenosi na koncedenta sve objekte i postrojenja koji su bili u funkciji objavljivanja koncesione delatnosti i oni postaju državna svojina.

### Trajanje i prestanak koncesije
Koncesija u Republici Srbiji se daje na rok čiji je gornji limit utvrđen na 30 godina. Osnovni vid prestanka koncesionog odnosa jeste istek roka na koji je ugovor o koncesiji zaključen. Koncesioni odnos prestaje i usled otkupa koncesije, uz isplatu tržišne nadoknade koncesionaru, ili oduzimanjem koncesije zbog neobavljanja koncesione delatnosti, neispunjavanja ugovornih obaveza od strane koncesionara, ugrožavanjem životne sredine ili interesa bezbednosti.

## Spoljašnje veze
- Komisija za koncesije Republike Srbije Архивирано на веб-сајту  (7. октобар 2011)
- Vlada Republike Srbije
- Zakoni Republike Srbije

### Primeri iz prakse
1. Autoput Horgoš-Požega
2. Autoput Beograd-Ljig
3. Austrijska kompanija Energi Štajermark snabdeva Beograd gasom Архивирано на веб-сајту  (4. март 2016)